# Deutsch-holländische Neuguinea-Grenzexpedition
Die Deutsch-niederländische Neuguinea-Grenzexpedition war eine deutsche Expedition zur Bestimmung der Lage des Grenzmeridians 141 Grad östlicher Länge, zwischen Deutsch-Neuguinea und Niederländisch-Neuguinea (Teil von Niederländisch-Indien), die vom Februar 1910 bis Februar 1911 durchgeführt wurde.

## Geschichte
Im Frühjahr 1909 verhandelte das Reichskolonialamt mit der niederländischen Regierung über die Festlegung der gemeinsamen Grenze im Westen des Kaiser-Wilhelmslandes entlang des 141. Längengrades von der Küste bis zum 5. Grad südliche Breite. Die Landeskundliche Kommission des Reichskolonialamtes plante schon seit längerer Zeit eine große Forschungsexpedition nach Neuguinea; „sie musste aber zurückgestellt werden, weil die hierfür erforderlichen großen Mittel nur durch mehrjährige Rücklagen aus dem Afrikafonds bereitgestellt werden konnten“. Daher wurde beschlossen, eine wissenschaftliche Forschungsexpedition auszusenden, die neben der landeskundlichen Erforschung des Grenzgebietes auch die Vermessung der Grenze durchführen sollte.
Expeditionsleiter und Grenzkommissar wurde der Zoologe und Anthropologe Leonhard Schultze. Weitere Teilnehmer der Expedition waren: der Astronom Oberleutnant Findeis, der Geologe Artur Stollé, der Arzt und Naturforscher Karl Kopp, der Lazarettgehilfe Wocke und der Polizeimeister Völz sowie von niederländischer Seite Kapitän Luymes, Kapitän Sachse, der Botaniker Knud Gjellerup, Dalhuisen, van Gelder und Hubrecht.
Im Februar/März 1910 war die Expedition an der Mündung des Tami-Flusses. Dort war sie vom Reichspostdampfer Manila angelandet worden und ist dort auch später noch einmal von der Manila versorgt worden. Bei dem Versuch von der Tami-Flussmündung in dem sehr dünn besiedelten, dicht bewaldeten und äußerst regenreichen Gebiet in der Gegend des 141. Längengrades auf dem Landweg nach Süden vorzudringen, kamen die Teilnehmer der Expedition nicht weit. Daher beschloss man, den Kaiserin-Augusta-Fluss (Sepik) zu nutzen, und dessen Oberlauf mit dem Dampfschiff Pionier und einer Dampfschaluppe, sowie mehreren Kähnen mit Einheimischen zu erkunden, zumal man annahm, dass er auf niederländischem Kolonialgebiet entspringen müsse. Das niederländische Kanonenboot Edi blieb an der Mündung des Sepik liegen. Sechs Tage fuhren die Expeditionsteilnehmer flussaufwärts. Am 8. Juli 1910 teilte sich der Fluss in mehrere Arme mit niedrigem Wasserstand, der Dampfer stieß auf Grund. Auf der Weiterfahrt mit der Schaluppe wurde am 16. Juli 1910 der Grenzmeridian überschritten. Am 19. Juli 1910 sah sich die Expedition zur Umkehr gezwungen, da das Niedrigwasser eine Weiterfahrt verhinderte.
Im Herbst unternahm die Grenzexpedition einen erneuten Versuch, den Sepik stromauf vorzudringen. Den Forschungsreisenden standen das Kanonenboot Edi, die Dampfer Pelikan und Java sowie die Dampfboote Pionier und Grenzjäger zur Verfügung. Am 10. September 1910 begann die Fahrt. Schon am 13. September konnten die Dampfschiffe die Reise wegen Niedrigwasser bei dem Dorf Tschessbandai, nicht mehr fortsetzen. Der Regierungsdampfer Pelikan blieb dort, Edi und Java kehrten zur Flussmündung zurück. Am 19. September 1910 musste dann auch die Pionier wegen des unzureichenden Wasserstandes umkehren. Die Boote wurden gerudert oder von dem kleinen und wendigen Dampfboot Grenzjäger geschleppt. Nachdem am 3. Oktober 1910 am Ufer ein Lager aufgeschlagen worden war, erreichte man am 20. Oktober das Gebirge. Die Expedition überwand eine enge Felspforte, in der das Wasser über eine eineinhalb Meter hohe Stufe strömte. Mit den flachen Booten der Einheimischen konnte die Reise fortgesetzt werden. Am 30. Oktober wurden die Stromschnellen im engen Flussbett so dicht und reißend, dass der Rückweg angetreten werden musste. Die deutsche Gruppe erstieg einen Berg von 1492 m Höhe namens Peripatus, wo sie sich vom 2. bis 13. November „zur Gewinnung eines Überblicks über das Gebirge im Bereich der durchfahrenen Strecke des Sepik-Oberlaufs“ aufhielt. Über Tschessbandai traf die Expedition am 26. November 1910 wieder an der Flussmündung ein.
Im Februar 1911 mussten die Arbeiten abgebrochen werden: „Die Lage des Grenzmeridians konnte der Terrain- und Verpflegungsschwierigkeiten wegen nur in der Küstenregion am Tami-Fluss und am Kaiserin-Augusta-Fluß bestimmt werden“. Der Sepik wurde auf einer Länge von 960 km erkundet. Erst drei Jahre später wurden die Forschungs- und Vermessungsergebnisse sowie die daraus erstellten Karten publiziert. Nach Auffassung von Max Moisel waren die Hauptresultate der Expedition auf kartographischem Gebiet – „die Feststellung eines 1.600 m hohen Gebirges, das die Wasserscheide des Sepik-Flusssystems nach der Küste bildet“, und – „die Erforschung des oberen Sepik-Laufes“.